# カベッサ・ジ・クイア

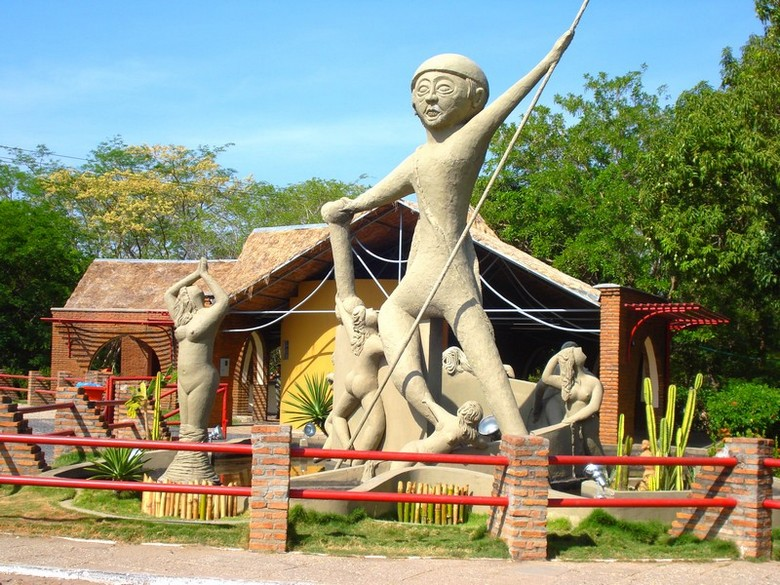
カベッサ・ジ・クイアが七人のマリアを食らう構図の碑。―アンビエンタウ・エンコントロ・ドス・リオス公園。ピアウイ州テレジーナ市ポティ・ヴェーリョ（Poti Velho）地区

カベッサ・ジ・クイア （Cabeça de Cuia, cabeça-de-cúia、「ひょうたん頭」）はブラジル北東部地域の民間伝承における水妖で、特にピアウイ州のパラナイバ川流域にいるとされる。

## 語釈
「カベッサ・ジ・クイア」（「ひょうたん頭」）の名は言葉遊びであり、「ひょうたん」の異名である cabaçaと、「頭」の意の cabeça がよく似ていることに掛けている。

## 概要
伝説によれば、パラナイバ川の妖怪はもともと人間だった。州都テレジーナ創立以前の頃である。男は漁師を生業としており、名をクリスピン（Crispim）と言った。ある日、漁獲もなく苛立って帰ってくると、出された食事が牛骨スープだった（一説にはチャンバリルといってオッソ・ブーコに近い牛スネの煮込みシチュー。ピアウイ州の名物料理）。粗末な料理と思って腹を立て、「牡牛の走り」（corredor de boi）大きな骨で母親を殴った（か骨を投げたか）し、母親は瀕死の状態で、息子に呪いをかけた：ひょうたん頭をした河川の妖怪になるがいい。その呪いは、七人のマリアと名づく処女を食らわねば解けることはない、と念じたのである。
さらなる説明によれば、カベッサ・ジ・クイアはマリアという処女を1人ずつ、7年に1回ごと食らわねばならないのだという。そうして最後の7人目を食らってはじめて元の人間の男性の姿に戻れる。つまり、つごう49年間かけて解呪を達成しなければならない。しかし異聞によれば、この解呪はいまだ成し遂げられていないのだという。達成はおろか、一人のマリア乙女すら、一人の人間すら殺めていないという伝聞もある。今日でもその姿は見かけることが出来る、と地元の人々はいう。パラナイバ川側からポチ川にかけて、またその周辺をあてどなく回遊しているのだとされる。特に洪水の季節に出現するという。
パラナイバ川に水浴びや遊泳に来る者あれば、追って溺れさせるともいわれる 。ひょろ高いとされるこの妖怪は、頭髪が顔を覆うように垂れており、泳いでいる子供を食らうこともあるとされており、カベッサ・ジ・クイアに食べられますよ、と母は子供をたしなめて、水域に近づけさせないようにする風習があるという。しかし成人男性とて、洪水期はカベッサ・ジ・クイアに襲われるような事故が起きないともかぎらないから、の水浴びは控えるのだという。また舟艇を転覆させ、 カヌー人を殺すともいわれる。

## 時代考証
この伝説は「新ポティ・ヴェーリョ」が。州都テレジーナとして設立され、もとのポティ・ヴェーリョが旧市街の地区（バイロになりさがったいきさつと深く関わっている。。マリア・ド・ソコロ・リオス・マガリャンイスは、19世紀初頭、ポティ・ヴェーリョが理想的な州都候補と提唱された頃から発生されていた伝説ではないかと考察する。
伝説の古い記録としてはジョアン・アルフレド・デ・フレイタス著『Superstições e lendas do Norte do Brasi』（1884年）があり、 カベッサ・ジ・クイアは"背高で、痩せっぽちで、額にかかるほどの長い髪をしており、泳ぐときにはその髪を揺らす"などとに記述される。

## 類型など
異聞はマラニャン州でも知られる。
カベッサ・ジ・クイアは、"河川の神話であり、元来はドラ息子（filho mau）が怒りに達し、相応の理由をもって母親の呪いを受ける羽目になる伝説が基になっていると"バシリオ・デ・マガリャンイスは考察する。
またコルポ・セコ（"干からびた屍"）というサンパウロ州界隈の伝説が、比類するとされる。
ピアウイ州特有の、バルバ・ルイバ（barba  ruiva、「赤ひげ」）などと並び称されることもある。この「赤ひげ」は、"乳児殺しを発端とした魚介類タイプの神話"であるという。

## 文芸やメディア翻案
この伝説は口承文学として伝わった後、民俗学者などに記録され、また数々の文学や翻案作品として広まった。すなわち芝居や詩、ポップミュージックの歌詞などである。カルネイロ・ダ・シルバによる総括的なカベッサ・ジ・クイア研究『Encanto e terror das águas piauienses』（1982年）に、そうした派生作品の多くが列挙されている。
ショーロの歌い手ジョアン・ジ・デウスによる「Cabeça de Cuia , lenda piauiense」（1956年）があり、またピアウイ州の現地詩人シコ・ベントの作詞とされる歌「Cabeça de Cuia」（"Sete Marias / Precisa tragar.."）もある。
クロービス・モウラの小説『Argila da Memória』（1982年）に言及がある。
エドゥアルド・プラゼーレス作のグラフィックノベル三部作（『Lenda de Crispim』、2013–2019年）がある。

## 記念日と無形文化遺産
2003年、テレジーナ市は「カベサ・デ・クイアの日」を制定。4月の最終金曜日をこれに定めている。
2023年10月3日、ピアウイ立法議会（ALEPI）は、カベサ・デ・クイアの伝説をピアウイの無形文化遺産として認める法案を可決した。